# Puerto de Tudons
El puerto de Tudons es un puerto de montaña de la provincia de Alicante (Comunidad Valenciana, España), que se alza a unos 1024 m s. n. m. Se encuentra en la sierra de Aitana.
En los meses de diciembre, enero y febrero las temperaturas caen en picado y se producen heladas de gran duración. Desde Alcolecha se puede ir por la CV-770 y desde Benidorm por la CV-70.

## Clima
Este puerto presenta un clima mediterráneo con un matiz ligero continental debido a la relativa altura media existente.
En casi todos los inviernos por no decir todos, el puerto sufre nevadas de gran intensidad y duración, llegando así a sobrepasar los 20 cm de grosor.
Los días de nieve oscilan entre 4 y 8 a lo largo del invierno.
Las temperaturas en verano son suaves y calurosas, llegando así a más de 30 °C y las mínimas pueden bajar hasta los -5 °C respectivamente en invierno.
Las precipitaciones (como en gran parte de la sierra) oscilan entre los 300 mm y los 900 mm (sobrepasar los 800 mm anuales se dan en casos excepcionales).